# Liquidação
Liquidação é o processo de contabilidade pelo qual uma empresa é encerrada, no Reino Unido, na República da Irlanda e nos Estados Unidos. Os ativos e propriedades da empresa são redistribuídos. A liquidação também é, algumas vezes, referida como finalização ou dissolução, embora a dissolução tecnicamente se refira ao último estágio da liquidação. O processo de liquidação também surge quando as autoridades alfandegárias, uma autoridade ou agência de um país, responsável pela coleta e manutenção dos direitos aduaneiros, determinam o cálculo final ou a verificação dos direitos resultantes de uma entrada.
A liquidação pode ser compulsória (às vezes chamada de liquidação de credores após falência, o que pode resultar na criação de uma "liquidação de confiança") ou voluntária (algumas vezes chamada de liquidação de acionistas, embora algumas liquidações voluntárias sejam controladas pelo banco).
O termo liquidação também é usado, às vezes, informalmente para descrever uma empresa que busca se desfazer de alguns de seus ativos. Por exemplo, uma cadeia de varejo pode querer fechar algumas de suas lojas. Por uma questão de eficiência, ela muitas vezes os venderá com desconto a uma empresa especializada em liquidação de imóveis, em vez de se envolver em uma área em que não tenha experiência suficiente para operar com o máximo de lucratividade.